# Cardenas Lava
Die Cardenas Lava ist eine mesoproterozoische Formation vulkanischen Ursprungs im Südwesten der Vereinigten Staaten. Sie bildet das Hangende der Unkar Group.

## Etymologie
Die Cardenas Lava ist nach dem Cardenas Butte und dem Cardenas Creek benannt. Diese beiden Toponyme tragen den Namen des ersten Europäers, der den Grand Canyon zu Gesicht bekam – García López de Cárdenas.

## Erstbeschreibung
Die Cardenas Lava, auch im Plural als Cardenas Lavas bzw. Cardenas Basalt, wurde erstmals im Jahr 1938 von C. Keyes benannt.  Eine ausführlichere wissenschaftliche Beschreibung erfolgte durch T. D. Ford und Kollegen im Jahr 1972.

## Vorkommen

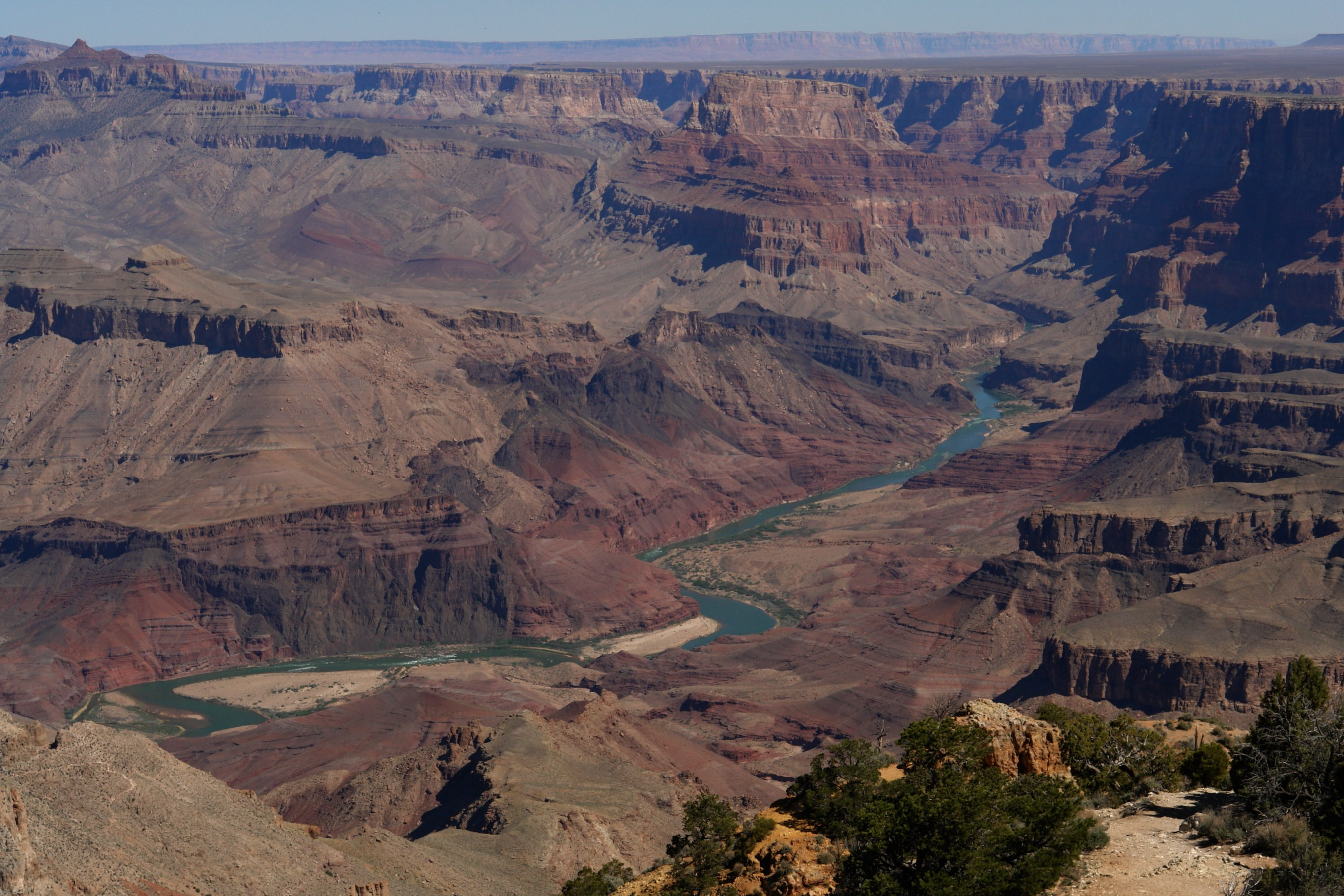
Blick nach Osten hinab zum Colorado River. Linksseitig der Tanner-Graben, in dem die Steilwand aus Cardenas Lava direkt an den Fluss heranreicht.

Die Vorkommen der Cardenas Lava bedecken bei einem abgeschätzten Gesamtvolumen von 60 Kubikkilometer rund 310 Quadratkilometer im östlichen Grand Canyon (Coconino County, Arizona). Sie erstrecken sich beidseitig des Colorado Rivers, wobei die Aufschlüsse entlang der Fluss-Nordseite bedeutender sind. Die Vorkommen beginnen ab der Kaibab Monocline bzw. der Palisades Fault unterhalb von Flussmeile 65. An der Palisades Fault und im Tanner-Graben reicht die Cardenas Lava direkt an den Fluss heran.

## Stratigraphie
Die Cardenas Lava überlagert konform das Ochoa Point Member des Dox Sandstones der Unkar Group bzw. verzahnt sich mit ihm. Eine Diskordanz trennt die Lava von der Nankoweap-Formation der Chuar Group.
Die maximale Gesamtmächtigkeit der Cardenas Lava beträgt 240 bis 300 Meter. Sie kann intern in einen 75 bis 90 Meter mächtigen unteren Abschnitt und einen 200 Meter mächtigen oberen Abschnitt unterteilt werden. Insgesamt sind bis zu 14 Lavaflüsse in der Abfolge enthalten.
Die Typlokalität der Formation befindet sich im Basalt Canyon.

## Lithologie
Der untere Abschnitt ist stark von der Erosion angegriffen und bildet flach einfallende, von Schutt bedeckte Hänge. Er baut sich aus dünnen, nicht aushaltenden, komplex einander ablösenden Lagen aus Basalt, Hyaloklastit und Sandstein auf. Die Basaltlagen sind stark zerbrochen und haben sich in 10 bis 30 Zentimeter messenden, teils knollenförmigen Grobschutt zersetzt. Die Laven sind als Pahoehoe ausgebildet und sehr Olivin-reich. Sie zeigen deutliche Umwandlungserscheinungen und waren womöglich vorher glasig. Ins Hangende des unteren Abschnitts wird der Basalt massiver und ist weniger stark angegriffen. Der Hyaloklastit zeigt ebenfalls deutliche Umwandlungserscheinungen und enthält jetzt Chlorit, Epidot, Talk und Zeolithe. Dennoch lassen sich ursprüngliche Gefügemerkmale noch erkennen. Die zwischengeschalteten, dünnen, ebengeschichteten Sandsteinlagen sind  gemäß ihrer Struktur unreif. Sie sind braun, kastanienfarben oder violett gefärbt und setzen sich aus den Mineralen Quarz und Feldspat zusammen, welche in eine Matrix aus Glimmern und Tonmineralen eingebettet sind. Die Korngröße ihrer gröberen Fraktion bewegt sich von Silt bis hin zu Mittelsand (200 bis 630 μ).
Der obere Abschnitt besteht aus einer Reihe von basaltischen und andesitischen, Steilwand-bildenden Lavaflüssen, die mit Brekzien-, Sandstein- und Lapillilagen wechsellagern. Im Einzelnen sind vier bis sechs Lavaflüsse zugegen, deren chemische Zusammensetzung von Quarztholeiit bis zu tholeiitischem Andesit (Islandit) variiert. Einige der Lavaflüsse manifestieren fächerartige Kluftscharen mit porphyrischem bis aphanitischem Habitus und Blasenstrukturen. Die Sandsteine des Hangenden enthalten erodierte Lavareste und sind von darüberliegenden Lavaflüssen verbacken worden. Die Lapillilagen sind wenige Meter bis mehrere Zehnermeter mächtig und enthalten vulkanische Agglomerate (Scorien, Blöcke und Bomben).

### Kontaktverhältnisse

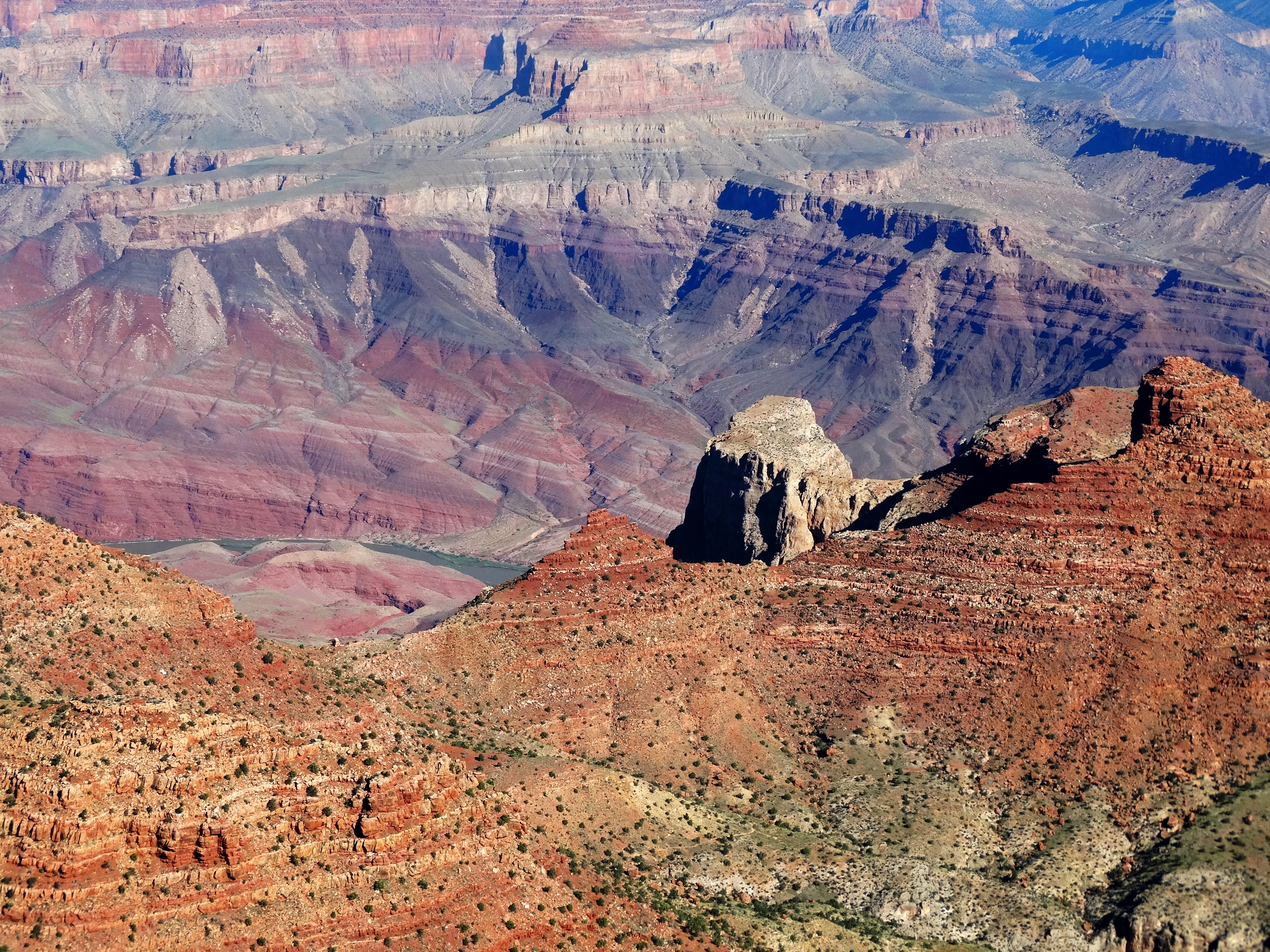
Blick hinab zum schräg einfallenden, rotvioletten Dox Sandstone, darüber die schwarze Cardenas Lava und die gestreifte Nankoweap-Formation. Das Proterozoikum wird winkeldiskordant vom kambrischen Tapeats Sandstone entlang der Great Unconformity abgedeckt.

Die Kontaktverhältnisse der Cardenas Lava mit dem Dox Sandstone in ihrem Liegenden sind sanft, eben und schichtparallel und können Verzahnungen aufweisen. Stellenweise treten in den Sandsteinen des Dox Sandstones kleine Falten und Verfältelungen auf, welche auf Verformungen des unverfestigten Sediments hinweisen. Hinzu kommt, dass die obersten 60 Zentimeter des Dox Sandstones örtlich leicht verbacken sind. Ein dünner Lavafluss erscheint ebenfalls im obersten Abschnitt des Dox Sandstones. Der Kontakt zwischen der Cardenas Lava und dem Dox Sandstone ist folglich konform, verzahnt sich aber. Dies lässt darauf schließen, dass während der ersten Lavaeruptionen nach wie vor Sand angeliefert wurde.
Der Kontakt zwischen der Cardenas Lava und der auflagernden Nankoweap-Formation ist eine nicht konforme Erosionsfläche bzw. eine leichte Winkeldiskordanz. Die Erosionsfläche besitzt gewöhnlich nur geringen Reliefunterschied und liegt über einer dünnen Verwitterungszone in der Cardenas Lava. Die Winkeldiskordanz kann aber stellenweise bis zu 100 Meter tief in die Cardenas Lava heruntergreifen. Das Liegende der Nankoweap-Formation enthält sodann ein Basiskonglomerat, dessen Gerölle hauptsächlich aus der Cardenas Lava entstammen.
Der Kontakt zwischen dem Tapeats Sandstone und der Cardenas Lava (und dem Rest der verfalteten und tektonisch gestörten Unkar Group) ist eine deutliche Winkeldiskordanz – die Great Unconformity. Die unregelmäßige Erosion der Cardenas Lava und des Shinumo Quartzites hinterließen Monadnock-ähnliche topographische Hochstellen, die von Sandsteinen, Schiefertonen und Konglomeraten der Tonto Group überdeckt wurden. Diese Monadnocks dienten während der Transgression des Tapeats Sandstones und anderer Formationen der Tonto Group als Lieferanten grobkörnigen Sediments.

## Ablagerungsmilieu
Die subaerisch abgelagerten Laven der Cardenas Lava entstammen einem basaltischen und andesitischem Magma. Die zwischengeschalteten Sandsteine und Hyaloklastite liefern den Beleg, dass die Eruptionen im wasserbedeckten Küstenbereich erfolgt waren – wahrscheinlich in Flussdeltas oder in Gezeitenebenen. Die beeindruckende Größe der Lapillis im oberen Abschnitt lässt die unmittelbare Nähe ihres Eruptionszentrums vermuten. Die räumliche Beschaffenheit der einzelnen Lavaflüsse legt ferner nahe, dass ihre Eruptionsrate die Subsidenz des Beckens übertraf.

## Petrologie
Der rund 100 Meter mächtige untere Abschnitt baut sich aus bis zu sechs Pahoehoe-Flüssen auf. Diese sind nur schlecht aufgeschlossen und besitzen die grob-ophitische Struktur eines Olivinbasalts. Der 200 Meter mächtige obere Abschnitt besteht aus vier bis sechs Lavaflüssen von quarz-tholeiitischer bis tholeiitisch-andesitischer Zusammensetzung. Diese Lavaflüsse sind sehr resistent, aphyrisch und zeigen intersertale bis intergranulare Strukturen.
Stratigraphisch unterhalb der Cardenas Lava durchschlagen mafische Intrusionen (Gänge und Lagergänge) die Unkar Group in der Inner Gorge des Grand Canyons. Petrologisch sind sie den Pahoehoe-Flüssen des unteren Abschnitts der Cardenas Lava sehr ähnlich. Die Magmen der mafischen Intrusionen und des unteren Abschnitts der Cardenas Lava sind sehr wahrscheinlich von einer leicht angereicherten Mantelquelle abgesondert worden. Sie erfuhren hierbei eine Olivinfraktionierung von 20 Prozent und assimilierten wahrscheinlich kontinentales Krustenmaterial in geringem Umfang. Leichte Unterschiede im SiO2-, Al2O3-, TiO2- und P2O5-Gehalt zwischen den Intrusionen und dem unteren Abschnitt sind auf Mantelheterogenitäten, unterschiedliche Aufschmelzraten und/oder unterschiedliche Krustenassimilation zurückzuführen. Das quarztholeiitische Magma des oberen Abschnitts entstand durch wesentlich stärkere Fraktionierung und Krustenassimilation eines Mantelmagmas. Ein weiterer Fraktionierungsprozess führte schließlich zu einer tholeiitischen Andesitschmelze – einem Islandit.

## Fossilien
Die Cardenas Lava ist fossilleer.

## Alter
Das Alter der Cardenas Lava war lange Zeit umstritten, neue Datierungsmethoden erbrachten mittlerweile 1104 Millionen Jahre. Dies entspricht dem mesoproterozoischen Stenium.
Bereits 1976 hatten Edwin McKee und D. C. Noble ein Rubidium-Strontium-Alter von 1090 ± 70 Millionen Jahren festgestellt. Schwierigkeiten bereiteten lange Zeit die Kalium-Argon-Alter, die mit rund 800 Millionen Jahren wesentlich niedriger lagen und auf eine später erfolgte Aufheizung und/oder einen Diffusionsverlust von Argon hinwiesen. Im Jahr 1988 etablierten sodann S. S. Beus und Ivo Lucchitta mit Rb-Sr ein Isochronen-Alter von 1100 Millionen Jahren, fanden aber ebenfalls für K-Ar abweichende Alter von 950, 800 und 715 Millionen Jahren. Ähnliche Rb-Sr-Ergebnisse mit 1070 Millionen Jahren erzielten 1989 Donald Elston und J. D. Hendricks, wobei Elston erneut abweichende K-Ar-Alter von 855 bis 790 Millionen Jahren konstatierte. Es ist anzunehmen, dass die Auflast der Chuar Group (ab 782 Millionen Jahren) die unterlagernde Cardenas Lava metasomatisch beeinflusst hatte.

## Tektonik
Die Cardenas Lava ist eindeutig tektonisch beansprucht. So wurde nach Beendigung der vulkanischen Tätigkeiten die gesamte Unkar Group einschließlich der Cardenas Lava mit 10 bis 30 Grad gegen Nordost in Gräben und Halbgräben verkippt. Es wird oft angenommen, dass diese Verkippung noch vor der Sedimentation der Nankoweap-Formation erfolgt war, welche ihrerseits diskordant der Cardenas Lava aufliegt (leichte Winkeldiskordanz von 3 bis 5 Grad) und diese teils wiederaufgearbeitet hat. Immerhin besteht zwischen der Cardenas Lava und der Nankoweap-Formation ein Hiatus von 322 Millionen Jahren, dem stellenweise bis zu 100 Meter an Cardenas Lava zum Opfer fielen.
Der Annahme widersprechen jedoch Geländebefunde, die eindeutig belegen, dass die Grabenverwerfungen noch in die untere Nankoweap-Formation hineinreichen und erst zu Beginn der oberen Nankoweap-Formation verschwinden. Die Dehnungsbewegungen dauerten somit bis zur oberen Nankoweap-Formation an oder erlebten um 782 Millionen Jahre eine Verjüngung/Reaktivierung.
Die Verkippung ist auf Bewegungen entlang Nordwest-streichender Verwerfungen  – wie beispielsweise der Palisades Fault oder der Basalt Canyon Fault – zurückzuführen. Timmons und Kollegen (2001) verknüpfen diese Kippbewegungen mit Nordost-gerichteter Streckung bzw. Nordwest-gerichteter Kompression im Zusammenhang mit der Andockung des Grenville-Orogens an den Südostrand Laurentias um 1100 Millionen Jahren. Dieses Spannungsfeld hatte im Kratoninneren zur Entstehung von Riftbecken geführt.
Imposant ist die Grabenstruktur des Tanner-Grabens, in der die Cardenas Lava zwischen Butte Fault und Basalt Canyon Fault spektakulär auf das Niveau des Colorado Rivers abgesenkt worden ist und von Dox Sandstone beidseitig umrahmt wird.
Die Butte Fault erlangte erst während der Ablagerung der Chuar Group (782 bis 721 Millionen Jahre) synsedimentäre Bedeutung und war selbst noch in der untersten Tonto Group (Sixtymile-Formation) aktiv. Es wird vermutet, dass entlang der Westseite der Butte Fault bis zu Beginn des Oberkambriums insgesamt eine Absenkung von rund 1500 Meter stattgefunden hatte. Die Nord-streichende Butte Fault ist jünger als die Nordwest-streichenden Verwerfungen, da sie letztere abschneidet. Sie gehört bereits zum Ost-West-gerichteten Dehnungsfeld, charakteristisch für den Zerfall Rodinias.
Während der Laramischen Gebirgsbildung an der Grenze Oberkreide/Paläogen kam es zu einer Reaktivierung der Butte Fault – diesmal jedoch im anderen Sinn. Die Westseite wurde jetzt um gut 800 Meter angehoben, wodurch die Kaibab Monocline herausgedrückt wurde. Das auflagernde Paläozoikum auf der Ostseite der Verwerfung erfuhr daher eine markante, im Gelände gut zu erkennende Schleppung.

### Geologischer Rahmen
Die Cardenas Lava bildet Teil eines größeren, um 1100 Millionen Jahren stattfindenden magmatischen Ereignisses, dem beispielsweise auch Lagergänge aus Diabas angehören, welche im Zentrum Arizonas zwischen die Apache Group und den Troy Quartzite eingedrungen waren. Dieser basaltische Magmatismus erfolgte in etwa zeitgleich mit dem Verschweißen des Grenville-Orogens mit Laurentia und führte somit zur Etablierung des Superkontinents Rodinia.